# Polo universitario di Barletta

Il Polo universitario di Barletta è un centro inter-dipartimentale di ricerca che funge anche come sezione decentrata dell'Università degli Studi di Foggia.

## Struttura
Il polo è nato ufficialmente il 27 novembre 2009, con l'inaugurazione dell'anno accademico 2009-2010 di Infermieristica dell'Università di Foggia, circa 4 anni dopo l'inaugurazione del nuovo ospedale civile di Barletta "M.Dimiccoli".
Attualmente comprende il distaccamento delle  Facoltà di Infermieristica e di Tecniche di radiologia e laboratorio
I posti disponibili annualmente sono 100 per infermieristica e 30 per Tecniche di Laboratorio.
È prevista in futuro l'istituzione della Facoltà di Medicina.
Dalla struttura universitaria dipende la clinica di Radiologia del P.O di Barletta.
Gli interni includono due sale grandi da 75 e 120 posti e 4 aule da 30 posti ciascuna. 
Ci sono poi spogliatoi, una biblioteca, sala studenti e segreteria. 

## Trasporti
Come per l'ospedale, il polo è servito dall'uscita della  Strada Statale 16 bis  "Dimiccoli" ed entro il 2026 sarà servito dalla stazione ferroviaria " Barletta Dimiccoli" posta sulla linea ferroviaria Barletta-Spinazzola.